# کاپوگی

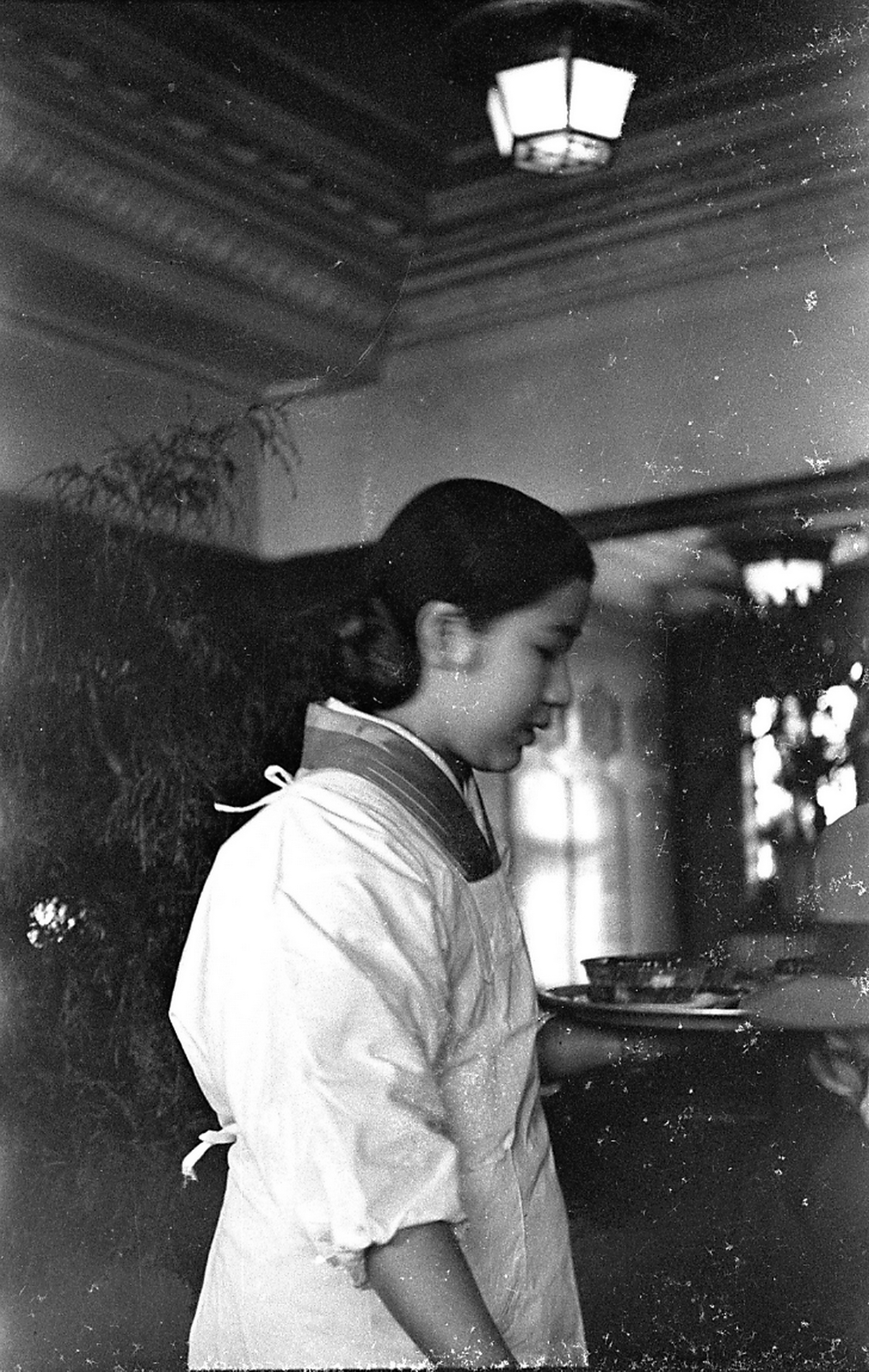
یک زن با پوشش کاپّوگی در دهه ۳۰ میلادی

کاپّوگی (به ژاپنی: 割烹着 Kappōgi)، نوعی روپوش است که منشأ آن از ژاپن شروع می‌شود. برای اولین بار برای محافظت از کیمونو از لکه‌ها در هنگام آشپزی ساخته شده‌است، دارای آستین‌های گشاد است که دسته‌های جمع شده آن درست بعد از آرنج ختم می‌شود و نیم‌تنه آن تا به زانوی فرد می‌رسد.
با استفاده از نوارهایی از پارچه که در پشت گردن و کمر بسته می‌شوند، به بدن متصل می‌شود. کاپّوکی به ویژه هنگام پخت‌وپز و تمیز کردن استفاده می‌شود.
کاپوگی در اولین آکادمی آشپزی ژاپن، مدرسه آکاهوری کاپو، در سال ۱۹۰۲ زمانی که بیشتر مردم روزانه کیمونو می‌پوشیدند، معرفی شد.